# 兒童買春、兒童色情關係行為等規制及處罰並兒童保護等相關法律
《兒童買春、兒童色情關係行為等規制及處罰並兒童保護等相關法律》（平成11年法律第52号）是一條為了取締兒童賣淫及兒童色情製品而製定的日本法律。其原名為《兒童買春、兒童色情關係行為等處罰及兒童保護等相關法律》，在2014年的修訂成功後便改用現行名稱。它可簡稱為《兒童買春、兒童色情禁止法》、《兒童買春、兒童色情處罰法》、《兒童色情禁止法》、《兒童色情製品法》、《兒童色情法》。
此一法律規管及處罰與兒童賣淫及兒童色情製品相關的行為，及制定了受到相關行為影響的兒童的保護措施，以「擁護兒童的權利」為目的（第一條）。立法動機在於特顯性剝削及性虐待兒童的嚴重性，使日本跟國際標準接軌。此外，此一法律對兒童的定義為「未滿18歲者」（第二條）。此一定義是為了配合《兒童福祉法》及《兒童權利公約》而下的。根據法例，在日本提供兒童色情製品予他人，或公然展示上述製品，最高可判處罰款5,000,000日圓及監禁5年。單純持有相關製品亦屬違法，最高可判處罰款1,000,000日圓及監禁1年。
日本漫畫家及動畫監督一般會反對把此法律擴展至ACG產業，因為這樣會具有高度歧義性及損害表達自由。當中某些更以《多啦A夢》為例，指靜香的洗澡畫面有機會使整部作品錯誤認定為「兒童色情製品」。此外即使沒直接定為非法，但模拟儿童色情製品及年少偶像產業在日本仍有爭議，當中有意見認為應以此法全面禁止之。2000年至2003年間，因觸犯此法而被捕者有增加趨勢，從777人增至1374人。

## 歷史
1996年，各國在斯德哥尔摩參與了首屆「反對商業性剝削兒童」的國際會議，當中日本受到很嚴厲的批評，各國在會議上指責日本的兒童賣淫問題很嚴重；歐洲流通的兒童色情製品有8成為日本製作。而當時，援助交際亦在日本成為社會問題。1998年，在自由民主党、社会民主党、先驅新黨三黨跨黨派的支持下，《兒童買春、兒童色情關係行為等處罰及兒童保護等相關法律》正式通過，成為法律。
1999年5月26日該法律正式頒布，同年11月1日實行。之後於2004年，它在附例六的基礎上有所修正，把以電腦散播兒童色情製品的行為明文禁止。
2008年，聯合國兒童基金會日本分部呼籲當地政府，把單純持有兒童色情製品的行為定為非法，並把兒童色情製品的定義擴至以兒童為性對象的色情動漫。它還呼籲根據現行法律來加強對年少偶像產業的規管。同時美國駐日大使表示，日本缺乏限制持有兒童色情製品的法律，阻礙了相關國際調查的進行。同年6月，自民黨及公明黨在众议院提出了修訂議案，把單純持有兒童色情製品定為非法，但民主黨在2009年提出了不同版本的草案，最後兩個草案皆因眾議院解散而要廢止。在2009年8月的眾議院大選期間，候選人以書信形式回答了民間組織的質問，結果顯示他們對於這項議題的取態沒有一個廣泛的共識。
2014年6月，日本國會通過了此法的修訂草案，當中的修改如下：
- 把條例名從《兒童買春、兒童色情關係行為等處罰及兒童保護等相關法律》改為《兒童買春、兒童色情關係行為等規制及處罰並兒童保護等相關法律》[22]。
- 把兒童色情製品的定義收窄[註 1][7][8]。
- 列明應注意保障學術研究、藝術活動、報章報道[註 2][23]。
- 增設第三條第二項，禁止任何對兒童的性剝削及性虐待[7]。
- 禁止偷偷製作並持有滿足自己性好奇的兒童色情製品（如偷拍）[7]。
- 禁止持有兒童色情製品[6]。
- 增設第十六條第三項，規定互聯網服務提供者擁有阻止兒童色情製品傳送出去的義務[24]。

## 法例構成
- 第一章 總則（第一條至第三條第二項）
- 第二章 兒童買春、兒童色情關係行為等處罰等（第四條至第十四條）
- 第三章 心身受有害影響兒童保護措置（第十五條至第十六條第二項）
- 第四章 雜則（第十六條第三項至第十七條）
- 附則

## 相關檢討
在檢討這條法例時，日本國會議員曾就著「單純持有兒童色情製品」、「模擬兒童色情製品」等問題進行討論。此外亦有議員提出青少年應擁有性自主權，以此質疑把定義擴至以青少年為對象的色情製品的正當性。自民黨黨內也有把保護對象定為所有未滿18歲者為過寬的聲音。

### 定義問題
法例中其中一個對兒童色情製品的定義如下：「以使人出現性興奮的方式，來展示不穿部分或全部衣服的兒童」。相關定義被指過分模糊。在2009年6月26日的法務委員會會議中，1991年發售的宮澤理惠的陰毛露出全裸寫真集《Santa Fe》便激起了爭議，因其在拍攝時稱自己為17歲，但實際為18歲。自民党議員葉梨康弘對此表示：「若不清楚某製品是否屬於兒童色情製品的話，那就當然要丟掉它。」。這引發了社會對《Santa Fe》是否屬兒童色情製品的疑問。保坂展人議員在博客上質疑「尊尼事務所、《五個撲水的少年》……連帶我兒子的照片都是兒童色情製品嗎？」，並批評這已超過使「出演者的人權得到維護」的目的。
2014年的修訂草案把此法對兒童色情製品的定義收窄。

### 模拟儿童色情製品
法案當初提出時，所涵蓋的範圍除了真實的兒童所出演的製品外，亦包含純繪製的兒童色情製品。但在漫畫業界的反對之下最終不涵蓋之。
但之後在2005年，法務大臣森山真弓及一眾議員開始主張應加強規管純繪製的模拟儿童色情製品。因此到了2008年，自民黨及公明黨提出的修訂草案中包含了政府「應調查及研究漫畫、動畫、計算機生成的……模拟儿童色情映像」跟兒童性虐待的關係，並在3年後檢討調查結果，必要時則採取措施。最後草案因眾議院解散而要廢止。
這一問題於2014年終得到共識。重視表達自由的民主党、连结党在與另外三黨（公明黨、自民党、日本維新之會）協商後，一致決定在法例中不把模拟儿童色情製品視為規管對象。

## 引用
1. ↑  境真良. . ハフィントン・ポスト. 2013-06-14  [2014-01-13]. （原始内容存档于2014-01-13）.
2. ↑  . 東京新聞. 2014-05-02  [2014-05-08]. （原始内容存档于2014-05-05）.
3. 1 2  . 東京BREAKINGNEWS. 2014-05-19  [2014-05-24]. （原始内容存档于2019-12-07）.
4. ↑  森山真弓 & 野田聖子 2005，第20頁.
5. ↑  . 2011 Country Reports on Human Rights Practices. Bureau of Democracy, Human Rights, and Labor, United States Department of State. 2012-05-24  [2015-01-28]. （原始内容存档于2019-12-20）.
6. 1 2  . Yomiuri Shimbun. Jiji Press. 2014-06-04  [2015-01-28]. （原始内容存档于2014-06-06）.
7. 1 2 3 4 5  永井善之. . 金沢法学. 2017, 60 (1): 125–146  [2019-12-22]. （原始内容存档于2021-08-23）.
8. 1 2  Kawamoto, Hiroshi. . The Asahi Shimbun. 2014-06-05  [2014-06-07]. （原始内容存档于2014-06-06）.
9. ↑  . The Japan Times. Kyodo News. 2015-07-15  [2015-11-20]. （原始内容存档于2019-01-07）.
10. ↑  . The Independent. 2015-07-16  [2019-12-22]. （原始内容存档于2019-05-09）.
11. ↑  内訳:児童買春613、児童ポルノ164
12. ↑  内訳:児童買春1182、児童ポルノ192
13. ↑  森山真弓 & 野田聖子 2005，第31-33頁.
14. ↑  森山真弓 & 野田聖子 2005，第62-63頁.
15. ↑  . Japanese Law Translation. 1999-05-26  [2015-01-28]. （原始内容存档于2012-02-21）.
16. ↑  Isabel Reynolds. . Reuters. 2008-03-11  [2019-12-22]. （原始内容存档于2014-06-17）.
17. 1 2  Japan police crack down on 300 child porn cases （页面存档备份，存于） Kubota, Yuko. Reuters. Accessed August 19, 2009
18. ↑  Proposal by the ruling parties （页面存档备份，存于） (in Japanese)
19. ↑  Democrat's counterproposal (in Japanese)
20. ↑  The Movements for Internet Active Users (MIAU) （页面存档备份，存于） Answers to Question 8 (in Japanese)
21. ↑  . The Japan Times. Agence France-Presse, Jiji Press. 2014-06-04  [2014-06-07]. （原始内容存档于2017-07-10）.
22. ↑  . 日本眾議院. 2014-06-25  [2019-12-22]. （原始内容存档于2019-07-22）.
23. ↑   (PDF). 日本國家警察廳.   [2019-12-22]. （原始内容存档 (PDF)于2019-12-22）.
24. ↑  . 日本参議院. 2015-07-14  [2019-12-22]. （原始内容存档于2019-07-22）.
25. ↑  森山真弓 & 野田聖子 2005，第61-63頁.
26. ↑  園田寿 1999，第4頁.
27. ↑  森山真弓 & 野田聖子2005，第21-22頁.
28. ↑  . 産経新聞. 2009-07-08  [2011-02-09]. （原始内容存档于2009-07-11）.
29. ↑  . J-CASTニュース (ジェイ・キャスト). 2009-06-29  [2009-07-04]. （原始内容存档于2009-07-01）.
30. ↑   . 日刊ゲンダイ (日刊現代). 2009-07-01.
31. ↑  . 文化放送. 2012-02-25  [2015-08-02]. （原始内容存档于2016-03-04）.
32. ↑  . クランクイン!. 2015-07-27  [2015-08-02]. （原始内容存档于2015-07-31）.
33. ↑  . 第171回国会 12. 2009-06-26  [2009-07-11]. （原始内容存档于2018-10-29）. そして、児童ポルノであるかどうかということについて、児童ポルノかもわからないなというような意識のあるものについてはやはり廃棄をしていただくということが当たり前だと私は思う。
34. ↑  . J-CASTニュース. 2009-06-29  [2011-02-09]. （原始内容存档于2011-08-18）.
35. ↑  保坂展人. . 保坂展人のどこどこ日記. 2009-07-06  [2009-07-11]. （原始内容存档于2009-07-10）.
36. ↑  保坂展人. . 保坂展人のどこどこ日記. 2009-06-26  [2009-07-11]. （原始内容存档于2009-06-29）.
37. ↑  園田寿 1999，第30頁.
38. ↑  .   [2009-03-24]. （原始内容存档于2009-02-24）.
39. ↑  . ITmedia NEWS. 2008-03-11  [2008-03-12]. （原始内容存档于2008-03-11）.
40. ↑  『「児童ポルノ禁止法改正法案」衆議院提出、漫画・アニメは3年後めどに検討 』 （页面存档备份，存于）(INTERNET Watch 2008年6月12日)
41. ↑  『改正児童ポルノ禁止法』 （页面存档备份，存于）(公明新聞 2014年8月20日)
42. ↑  . 47NEWS. 共同通信社. 2014-05-23  [2015-06-05]. （原始内容存档于2015-06-05）.